# Lubaina Himid
Lubaina Himid (Zanzíbar,  1954) es una artista y comisaria de arte británica. Es profesora de arte contemporáneo en la University of Central Lancashire . Su trabajo se  centra en los temas de historia cultural y la reivindicación de identidades.
Fue una de las primeras artistas de los años ochenta que se involucró en el Black Art movement del Reino Unido. En la actualidad continúa creando arte activista que expone en galerías de Gran Bretaña y de otras partes del mundo. Himid fue nombrada MBE en junio de 2010 por sus "servicios al arte de las mujeres negras".    Ganó el Premio Turner en 2017. 

## Biografía
Himid nació en el Sultanato de Zanzíbar (entonces un protectorado británico, ahora parte de Tanzania). Con solo cuatro años, tras morir su padre, se trasladó con su madre, una diseñadora textil, a Gran Bretaña. Asistió a la Wimbledon College of Art, donde estudió Escenografía. Se  licenció en 1976, y realizó un master en Historia Cultural en la Royal College of Art de Londres en 1984.

## Trabajo curatorial
Himid ha organizado varias exposiciones con obras de mujeres artistas negras, entre ellas Five Black Women, en el Africa Center de Londres, en 1983. Otras exposiciones suyas fueron: Into the open (1984), Thin black line (1985), Unrecorded trues (1986), Out there fighting (1987), New túnicas para MaShulan (1987) y State of the art (1987). Into the Open, presentada en la Galería de Arte Mappin en Sheffield, fue considerada como la primera gran exposición de la nueva generación de artistas negros británicos.

## Recepción de la crítica
Al revisar una versión actualizada de la obra de Himid de 2004 "Naming the Money" para The Daily Telegraph, en febrero de 2017, Louisa Buck señaló: 
 "El trabajo de Himid ha estado relacionado durante mucho tiempo con la creatividad, la historia y la identidad de los negros, y esta multitud animada representa a los africanos que fueron traídos a Europa como esclavos. Hay percusionistas, adiestradores de perros, bailarines, alfareros, zapateros, jardineros e intérpretes de la viola da gamba, todos adornados con vívidas versiones de los trajes del siglo XVII. Las etiquetas en sus espaldas identifican a cada individuo, mostrando tanto sus nombres y ocupaciones africanas originales como las impuestas por sus nuevos propietarios europeos, y estos textos conmovedores también forman parte de una banda sonora evocadora, intercalada con fragmentos de música cubana, irlandesa, judía y africana."  

## Premios y reconocimientos
Himid ha ocupado cargos en varios consejos de administración y paneles  consultivos. Forma parte del comité consultivo del Lowry Arts Center Manchester y es miembro del consejo del Arts Council England Visual Arts, del Creative Partnerships East Lancs y Arts Council England North West. La pertenencia a estos  consejos incluyen la Galería de Matt, de Londres (2002-05), y el Consejo de Liverpool (2000). Desde 1985 hasta 1987, Himid formó parte de la junta directiva de la Asociación  de las Artes Visuales del Gran Londres. 

### Premios
Desde junio de 2010, Himid  pertenece  a la MBE por sus "servicios al arte de mujeres negras".
En 2017 Himid ganó el Premio Turner. Fue la persona de más edad en ser nominada, ya que las reglas del premio cambiaron ese año para permitir nominaciones de artistas mayores de 50. Sin embargo, en la década de los ochenta, antes de que se introdujera el límite de edad en 1994, hubo candidatos mayores. 

## Obras notables
- Bone in the China: success to the Africa Trade (instalación,1985).
- Revenge: a masque in five tableaux (instalación múltiple, 1991-92).
- Zanzibar (serie de pinturas,1999).
- Plan B (serie de pinturas, 1999-2000).
- Swallow Hard: The Lancaster Dinner Service (cerámica pintada, 2007).
- Positivos Negativos (serie de obras gráficas, 2007).
- Kangas (trabajos en papel y otras técnicas, en distintas fechas.)
- Le Rodeur (serie de pinturas, 2016).

## Exposiciones individuales
- GA Fashionable Marriage, Pentonville Gallery, Londres (1986).
- The Ballad of the Wing, Chisenhale Gallery, Londres (1989), y City Museum and Art Gallery, Stoke-on-Trent (1989).
- Lubaina Himid: Revenge, Rochdale Art Gallery, Rochdale (1992).
- Plan B y Zanzibar, Tate St. Ives (1999).
- Inside The Invisible, St. Jørgens Museum, Bergen, Noruega (2001).
- Double Life, Museo de Bolton (2001).
- Naming the Money, Hatton Gallery, Newcastle upon Tyne (2004).
- Swallow, Judges' Lodgings, Lancaster  (2006).
- Swallow Hard, Judges 'Lodgings, Lancaster (2007).
- Talking On Corners Speaking In Tongues, Harris Museum, Preston, Lancashire (2007).
- Kangas and Other Stories, Galería Peg Alston, Ciudad de Nueva York (2008).
- Jelly Mold Pavilion, Sudley House, Liverpool y National Museums Liverpool (2010).
- Tailor Striker Singer Dandy, Platt Gallery of Costume, Manchester (2011).
- Invisible Strategies, Modern Art Oxford (2016 – 2017).[15]
- Our Kisses are Petals, Centro Báltico de Arte Contemporáneo, Gateshead (2018).[16]